# 口吉川町善祥寺
口吉川町善祥寺（くちよかわちょうぜんしょうじ）は、兵庫県三木市の大字。旧・美嚢郡口吉川村大字善祥寺。郵便番号は673-0754。

## 地理
口吉川地区の南東部に位置している。南側に山地とその間に善祥寺、住宅地と農地が混在している。東側は口吉川町槇・西側は口吉川町大島と接する。

## 歴史

### 地名の由来
善祥寺が置かれていることから名付けられた。

### 町村制施行まで
- 651年 - 善祥寺が開基される[4]。

### 町村制施行以降
- 1889年 - 町村制施行により、瑞穂村から美嚢郡口吉川村大字善祥寺となる。
- 1954年6月1日 - 三木市編入[6]に伴い、三木市口吉川善祥寺となる。

### 字域の変遷
| 実施前                   | 実施年       | 実施後               |
| ------------------------ | ------------ | -------------------- |
| 美嚢郡口吉川村大字善祥寺 | 1954年6月1日 | 三木市口吉川町善祥寺 |

## 世帯数と人口
2022年（令和4年）2月28日現在の世帯数と人口は以下の通りである。
| 町丁           | 世帯数 | 人口 |
| -------------- | ------ | ---- |
| 口吉川町善祥寺 | 7世帯  | 19人 |

## 小・中学校の学区
市立小・中学校に通う場合、学区は以下の通りとなる。
| 番地 | 小学校               | 中学校             |
| ---- | -------------------- | ------------------ |
| 全域 | 三木市立口吉川小学校 | 三木市立星陽中学校 |

## 交通
地内に公共交通機関は通っていない。

## 施設
- オリムピックゴルフクラブ - コース北側の一部が地内にあたる。
- 善祥寺 - 651年に法童仙人によって開基された。三木合戦によって焼失したが、後に再建された。[4][5]